# 筒井順斎
筒井 順斎（つつい じゅんさい、天文20年〈1551年〉？ - 慶長15年8月3日〈1610年9月19日〉）は、戦国時代から江戸時代初期の武将、旗本。父は福住順弘とされる。仮名は藤六郎、官途は紀伊守。諱ははじめ俊勝（としかつ）、のち政行（まさゆき）。

## 生涯
福住順弘の二男として生まれたという。母は筒井順昭の娘で、順斎は筒井順慶の養子になったとされる。
徳川家康に仕え、大和国福住で5,000石を領した。数々の功を上げ、家康の妹・市場姫を妻とし、粉粧料として武蔵国足立郡に1,000石を得た。
慶長5年（1600年）の上杉征伐に従軍。下野国小山で石田三成挙兵の報が入った際、大和に向かい筒井定次・柳生宗厳と示し合わせて忠節を励むよう命じられる。
慶長10年（1605年）9月より伏見城西御門の番を務めた。
「慶長郷帳」には山辺郡内の領主として「筒井紀伊守」の名があり、順斎を指すとみられる。
慶長15年（1610年）8月3日、死去。享年60、または64ともいう。
順斎の跡を継いだ子の正次は、大坂の陣の際、郡山城を守り切れずに自害。その後も筒井氏は旗本として続いている。